# Togaricrania rubrovitta
Togaricrania rubrovitta är en insektsart som beskrevs av Matsumura 1931. Togaricrania rubrovitta ingår i släktet Togaricrania och familjen dvärgstritar. Inga underarter finns listade i Catalogue of Life.